# Vanishing Vision
Vanishing Vision是日本视觉系乐队X JAPAN的第一张专辑。

## 历史
1988年，本专辑由YOSHIKI的EXTASY RECORDS发行。据说，本曲的发行经费是YOSHIKI向其母亲借的。一开始发行的是LP（EXL-001），随后又发布了CD版本（EXC -001），随着CD版本一起发布的还有5000份限定版LP。限定版LP包含了1988年在京都演奏的Stab Me In The Back live音源。
本专辑首发销量突破10000份，打破当时独立厂牌的销售纪录。

## 曲目
1.DEAR LOSER（2：27）
（作曲：TAIJI；编曲:X）
此曲为器乐曲。
本曲在1987-1988年被作为开场曲（SE版本）直接播放
此外，本曲亦是1992年破滅に向かって（第二日）的开场曲
2.VANISHING LOVE（6：01）
（作曲：YOSHIKI；编曲：X）
从1987年表演至1992年
本曲在BLUE BLOOD出现之前一直是演唱会的第一首歌。最后一次演奏是在1992破滅に向かって（第二天）
3.PHANTOM OF GUILT（5：18）
（作词：TOSHI；作曲：TAIJI；编曲：X）
从1987年演唱到1992年
在破滅に向かって（第二天）之后，本曲就很少被演奏了。
4.SADISTIC DESIRE （6：09）
（作词：YOSHIKI；作曲：HIDE；编曲：X）
本曲原是HIDE从他之前的乐队，横須賀サーベルタイガー，带来的。原名为（SADISTIC EMOTION）。之后YOSHIKI重新编写了歌词，歌词的灵感据说来自于大卫林奇的电影“Blue Velvet”
之后在1991年，本曲又被重新制作。重制版和原版的不同之处在于，重制版删去了原曲开头的尖叫声，并且PATA的吉他SOLO也进行了调整
本曲最后一次演奏是在1996年3月13日的公演上。
5.GIVE ME THE PLEASURE （2：57）
（作词:YOSHIKI；作曲：TAIJI、HIDE；编曲：X）
本曲仅在1988年表演过
6.I'LL KILL YOU（3：29）
（作词、作曲：YOSHIKI；编曲：X）
本曲从1982年一直被演奏到1992年
本曲亦是YOSHIKI最初创作的几首歌之一
7.ALIVE（8：24）
（作词、作曲：YOSHIKI；编曲：X）
本曲是X第一次把钢琴作为一种元素添加到曲中，且钢琴的部分使用了一部分贝多芬（月光）的旋律
本曲亦被收录于1997年的精选集（BALLAD COLLECTION）中
8.KURENAI（5：46）
（作词、作曲：YOSHIKI；编曲：X）
此版本和收录于（BLUE BLOOD）中的版本不同，此版本为英语版，且吉他solo和琶音部分有所不同
本曲在1987年的CBS索尼的试镜会上有过演出
9.UN-FINISHED（1：32）
（作词、作曲：YOSHIKI；编曲：X）
本曲仅在1988年作为SE
按标题来看，UN-FINISHED=本曲并不完整
因此，本曲演奏到一半便突然停止了
1989年的专辑（BLUE BLOOD）给出了本曲的完整版本

## 工作人员
混音工程师：鎮西正憲、沢村光
音频工程师：沢村光
助理工程师：吉野彰典
数码工程师：田中三一

## 引用
1. ↑  ロッキンf（日语：ロッキンf）（立東社） 1988年6月号 124p